# Français océanien

Carte sociolinguistique des langues polynésiennes au XXI (en rouge : français langue officielle, véhiculaire ou/et langue maternelle. Non inclus : Vanuatu, officiellement multilingue)

Le français océanien concerne la langue française parlée en Océanie et toutes ses variantes locales, ainsi que ses différents accents et lexiques. Le français y est parlé en Polynésie française, en Nouvelle-Calédonie, à Wallis-et-Futuna et au Vanuatu. Dans ces différents territoires, la langue française a été apportée par la France, notamment à travers l'enseignement et l'administration. Au XXIe siècle, le français a de plus en plus tendance à supplanter les langues vernaculaires. 

## Historique

### Diffusion du français en Océanie
La présence du français en Océanie remonte à la deuxième moitié du XVIIIe siècle, avec la découverte d'îles micronésiennes, mélanésiennes et polynésiennes par des explorateurs français, notamment Louis-Antoine de Bougainville.
L'expansion coloniale de la France au XIXe siècle et XXe siècle s'accompagne de l'imposition de la langue française en Nouvelle-Calédonie et dans les établissements français de l'Océanie. Pour l'anthropologue Marie Salaün, cela est propre à la politique de la France : « l'impérialisme français a ceci de spécifique, quand on le compare à celui des autres puissances européennes (...) qu'il semble attacher une place essentielle à la langue française comme véhicule de la "civilisation" que la France se propose de répandre (...) Cette hégémonie de la langue française, qui va de pair avec une négation quasi systématique des langues locales, constitue à première vue une spécificité française ».
En 2015, l'Océanie, avec environ 840 000 habitants de pays ou territoires francophones, représentait environ 0,3 % du nombre total de francophones dans le monde. Toutefois, le nombre de francophones réels est plus faible : en 2004, les francophones d'Océanie représentent 435 000 personnes.
Le français est la seule langue officielle de Polynésie française (avec 80% de francophones en 2003), de Wallis-et-Futuna (75% de francophones en 2003) et de Nouvelle-Calédonie (80% de francophones en 2003) (tous trois territoires de la République française). Au Vanuatu, le français est une langue officielle et une langue véhiculaire ; on y compte en 2003 30% de francophones. La plupart du temps, le français est une langue officielle, mais pas une langue maternelle : de nombreuses langues polynésiennes (Polynésie, Wallis-et-Futuna), kanak (Nouvelle-Calédonie) ou océaniennes (Vanuatu) sont parlées par la population.

### Nouvelle-Calédonie
En Nouvelle-Calédonie, c'est en grande partie l'activité minière à partir du milieu du XIXe siècle qui a donné à la langue française une assise populaire, remplaçant peu à peu l'anglais parlé depuis le début du XIXe siècle. Le français parlé dans les mines peut y être ramené à une opposition schématique entre un français dit « standard » et un français régional. Les pratiques langagières sont largement influencées par les postes de travail occupés. Un argot « de bagnard », lié à l'emploi minier, est attesté dans les années 1890 ; cet argot garde une empreinte forte jusqu'à nos jours.
Des années 1890 jusqu'en 1924, c'est encore la mine qui modèle la francophonie néo-calédonienne. Dès les années 1891-1895, en remplacement des bagnards, jugés trop chers, on recrute les premiers travailleurs sous contrat : des Vietnamiens, des Indonésiens, des Japonais, puis des Néo-Hébridais. Ces locuteurs non-francophones arrivèrent par vagues et contribuèrent à la pidginisation du français néo-calédonien.
À partir de 1970, en raison du boom de la demande et de la production de nickel, des Wallisiens et Futuniens ainsi que des Tahitiens furent engagés à émigrer vers la Calédonie, apportant leurs langues polynésiennes avec eux.

### Vanuatu
L'usage du français au Vanuatu est apparu avec les missionnaires français. Depuis l'indépendance en 1980, le français est une des langues officielles.
C'est le pays le plus diversifié linguistiquement au monde, avec 265 000 habitants parlant plus d'une centaine de langues différentes.
Le soutien de l'État français au système éducatif vanuatais depuis les années 1960 et 1970 a permis à une forte proportion d'habitants d'apprendre en français depuis le plus jeune âge. Le Vanuatu a ainsi hérité de deux systèmes scolaires séparés et parallèles (francophone et anglophone). Le financement par l’une ou par l’autre autorité coloniale de son propre système scolaire a dès lors évolué, en hausse ou en baisse, selon les percées ou les pertes de vitesse des partis politiques d’allégeance soit francophone, soit anglophone. En 1980, année de l’indépendance, le nombre d’élèves fréquentant les écoles françaises représentait environ 50 % de la population scolarisée. Toutefois, en 1990, le taux d’inscription dans les écoles françaises avait baissé et s’élevait à moins de 40 % de la totalité des élèves. Ce pourcentage reste globalement stable au fil des décennies. Jacques Leclerc estime que le tiers de la population vanuatuane doit parler français.

### Tahiti et la Polynésie française
Le français parlé en Polynésie française connait deux sphères d'influences principales : les îles Sous-le-Vent et les îles Marquises.
L'archipel des îles Marquises a connu une francisation plus tardive et plus lente que l'ouest polynésien (îles Sous-le-Vent) et c'est l'enseignement en français à tous les niveaux (primaire et secondaire, privé et public) qui est l'instrument principal de la francisation. À aucun stade dans l'enseignement public au XIXe siècle, le tahitien, le marquisien ni les autres langues polynésiennes n'étaient enseignés en classe. L'usage de ces langues vernaculaires était aussi interdit pendant les récréations, afin de faire acquérir une connaissance pratique et rapide de la langue française et d'éviter qu'elle ne soit pour ses apprenants une langue sans utilisation possible dans la vie quotidienne.
Historiquement, les demis sont un groupe ethnoculturel typique du particularisme francophone polynésien.

### Wallis-et-Futuna
Le français est introduit progressivement à Wallis et à Futuna à partir des années 1840, lors de l'installation de missions d'évangélisation par des religieux français. Néanmoins, les missionnaires font la majorité de leur enseignement en wallisien et en futunien, ainsi qu'en latin. Le territoire devient un protectorat en 1888, mais la population continue de parler sa langue maternelle et seuls quelques européens parlent français ; l'anglais est la langue du commerce avec l'extérieur. Ce n'est qu'en 1961 et la transformation de Wallis-et-Futuna en territoire d'outre-mer que le français prend une place de plus en plus importante avec l'introduction de l'enseignement en français. Dans les années 2010-2020, la majorité des habitants sont bilingues et les jeunes ont tendance à mélanger leur langue maternelle avec le français.

## Situation sociolinguistique contemporaine (années 2000)

### Polynésie française
Au cours des siècles, de plus en plus de mots des langues polynésiennes sont venus s'ajouter au lexique francophone. Dans la partie Est de l'Océanie francophone, on observe une tendance naturelle à prononcer les « r » roulés (/r/), influence du tahitien et des langues polynésiennes orientales.

La Polynésie française dans le monde

L'Institut statistique de Polynésie française (ISPF) dénombrait en 2012 94,9 % de personnes de 15 ans et plus sachant comprendre, parler, lire et écrire le français (94,7 % en 2007), alors que 73,5 % de ces mêmes personnes savaient comprendre, parler, lire et écrire une des langues polynésiennes (74,6 % en 2007). Parmi cette population âgée de 15 ans et plus, la langue la plus parlée à la maison était le français pour 70,0 % (68,5 % en 2007 et 60,8 % en 2002) et une des langues polynésiennes pour 28,2 % (29,9 % en 2007 en 31,7 % en 2002) (essentiellement le tahitien  avec 23,1 %)
En Polynésie française, des mots tahitiens tels que motu (île), api (nouveau), popaa (européen), tinito (chinois), poti marara (bonitier), uru (fruit de l’arbre à pain), tane (homme), vahine (femme), fare (maison) etc. sont communément entrés dans le vocable quotidien des Polynésiens. À l'inverse, le français a influencé des mots tahitiens comme peretiteni (président) ou porotetani (protestant).

### Nouvelle-Calédonie

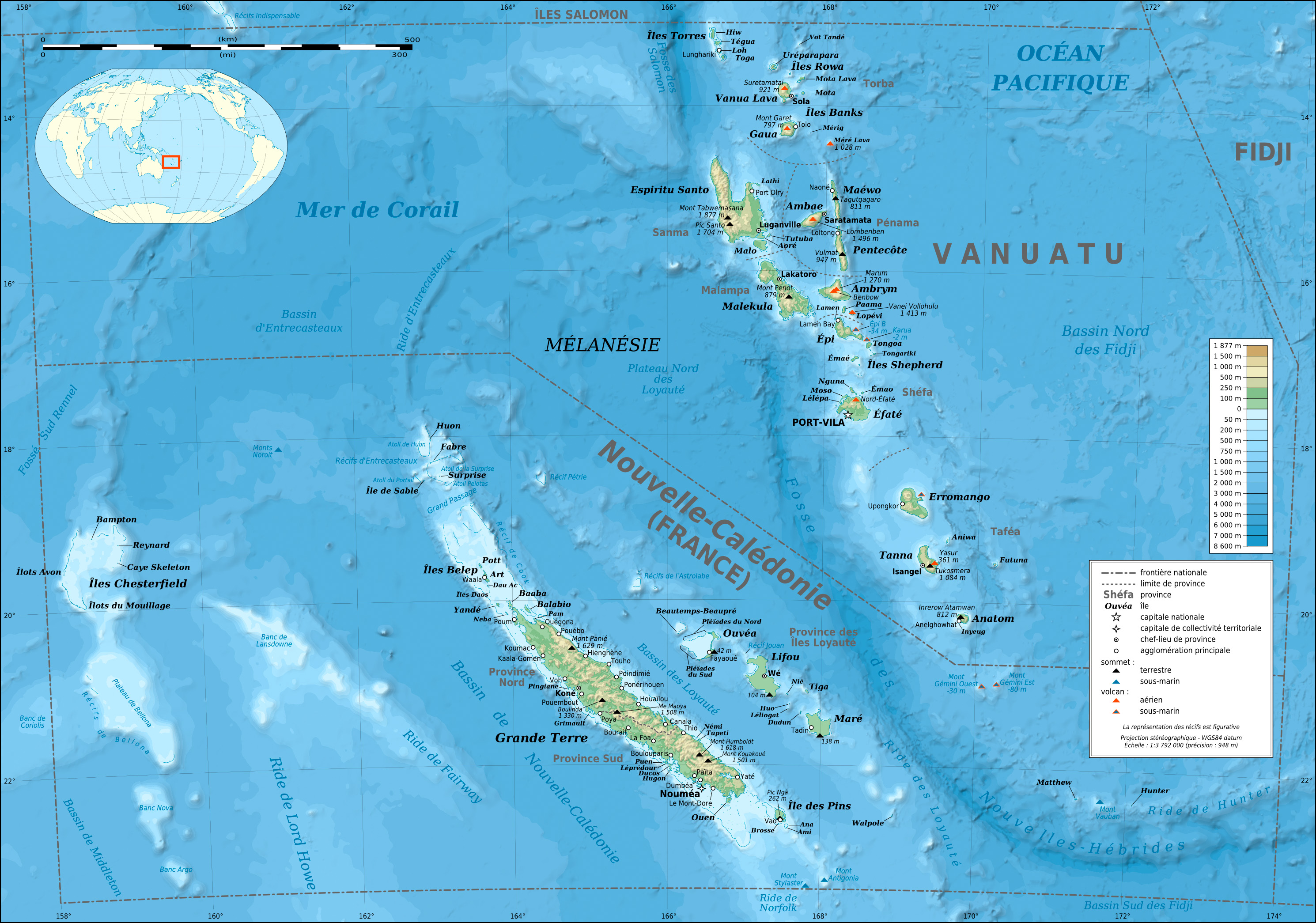
Carte de la Nouvelle-Calédonie et du Vanuatu

La langue française en Nouvelle-Calédonie est fortement marquée par des centaines d'années de diglossie avec les langues kanakes, par la culture bagnarde et caldoche, ainsi que par des influences anglo-saxonnes et asiatiques. Selon les chercheuses et linguistes Mireille Darot et Christine Pauleau :

« Le français des Calédoniens d'origine européenne se caractérise par l'usage de gros mots (désignant l'organe sexuel masculin ou référant à l'homosexualité passive) comme insultes et interjections, marqueurs de solidarité entre locuteurs masculins, démarcatifs et supports de différentes locutions. Relevant du stéréotype, leur emploi contribue à définir une identité linguistique au sein de la francophonie. Leur valeur est envisagée en termes de continuum dans la variation du français en France et hors de France. Elle est en relation avec l'origine bagnarde de nombre d'ancêtres des francophones de Nouvelle-Calédonie et avec des pratiques langagières de sociétés à tradition orale comme les parentés à plaisanterie »

De nombreux mots d'origine kanake sont passés dans l'usage du français oral en Nouvelle-Calédonie. On distingue par exemple: popinée (femme indigène), tayo (indigène calédonien), takata (sorcier-médecin), nata (conteur, narrateur), manou (pagne européen), piré (marché entre Kanaks), tabou (sculpture locale), kagou (oiseau endémique), baille (la mer), kakoun (coup violent), dégomatter (faire tomber quelque chose d'accroché), doghi (sorcier) etc,.
De nos jours, on observe un constant mouvement créatif dans le lexique francophone calédonien, la création de nouvelles unités lexicales y est permanente. Exemples : « poisson la mer » pour « poisson pêché dans le lagon ») et « poisson la boîte » pour « poisson acheté en commerce » sont deux expression reflétant le quotidien métissé du français en Nouvelle-Calédonie.

### Wallis-et-Futuna

Situation de Wallis-et-Futuna

La maîtrise du français est assez large au sein de la population : 83 % des habitants le parlent et 78 % l'écrivent couramment.
Bien que l'enseignement scolaire du français à Wallis et à Futuna soit sensiblement le même qu'en métropole, le français parlé de Wallis-et-Futuna peut-être influencé par la forme syntaxique du wallisien ou du futunien. Dans l'influence des langues vernaculaires sur le français : une grande flexibilité fonctionnelle (omniprédicativité et omnisubstantivité) malgré de riches procédés de dérivation, l'absence d'auxiliaire « être » et « avoir », l'existence de différents types de possession, de classificateurs nominaux et numéraux, une structure actancielle scindée (accusative et ergative) selon la classe verbale, un système pronominal très riche, et l'emploi fréquent de constructions nominalisées[réf. incomplète].

### Vanuatu
Seul autre État francophone indépendant du Pacifique (avec la France) et membre de plein droit de l'Organisation internationale de la francophonie (OIF), le Vanuatu représente un territoire de codéveloppement pour la francophonie, dans un environnement régional partiellement anglophone. La France et le Québec y entretiennent des liens constructifs, notamment dans la collaboration scolaire et la mise en place de parcours éducatifs en rapport avec des universités françaises et l'Agence universitaire de la Francophonie (AUF), basée à Montréal.
Port-Vila, la capitale du pays, abrite le campus numérique de l'AUF en Océanie.
Depuis 2010, les autorités du Vanuatu mettent en place, avec l’accompagnement de l’AUF, des dispositifs de formation à distance de niveau universitaire ou pré-universitaire en langue française. Une licence en administration économique et sociale a vu le jour en 2013, avec la collaboration de l’AUF, de l’université Toulouse-I et de l’ambassade de France. Ces cursus s’adressent aux étudiants diplômés de l’enseignement secondaire. Auparavant, ces derniers n’avaient pas d’autres choix que de poursuivre leurs études en anglais au sein de l’annexe de l’université du Pacifique Sud à Port-Vila ou de se rendre dans un autre pays francophone de Polynésie ou au-delà.